# Мада (индуизм)
Мада (санскр. मद) — термин из индуизма. Мада — одно из Аришадварг.

## Индуистское богословие
В индуистском богословии «Мада» означает «гордость, упрямство». Оно рассматривается как главное препятствие на пути к мокше или спасению — пока человек питает Мада из зависти к другим людям, он не может его достичь.

## Индуистская мифология
В индуистской мифологии Мада — это гигантский ракшаса (демонический монстр) из индуистского текста Махабхарата. Он создан мудрецом Чьяваной в обмен на то, что Ашвины вернули ему молодость и зрение. Имя Мада (मद) означает опьянение, его силы опасается даже царь богов Индра. У него есть способность изменять свой размер, вплоть до такого, чтобы проглотить всю вселенную за раз. Когда божества-близнецы, Ашвины, пожелали стать полностью бессмертными, выпив нектар бессмертия, известный как сома, они были оскорблены, обнаружив, что царь дэвов Индра не пригласил их на разлитие этого напитка в Сварге. Чувствуя себя оскорбленным, близнецы поспешили поговорить с Индрой по этому поводу. Индра отказался предоставить им доступ к Сварге и нектару и сказал, что, поскольку они так свободно общались со смертными и принимали такую форму, какую захотят, им не следует предоставлять полное бессмертие или получать какие-либо подношения. Разгневанные словами Индры и оскорбленные его гордостью, близнецы обратились за помощью к великому мудрецу Чьяване. Чьявана начал подготовку к совершению жертвоприношения во имя Ашвинов, но разъяренный Индра отказался признать их богами, достойными жертвоприношений, и бросился атаковать Чьявана с горой в одной руке и с молнией в другой. Однако, когда Чьяван обнаружил, что Индра хочет напасть на него, он не запаниковал. Вместо этого он принял меры, для своей защиты создав монстра Маду, у которого было два набора гигантских зубов и челюстей, настолько огромных, что одна могла поглотить землю, а другая поглотила бы небеса. Видя, что Мада собирается уничтожить всю вселенную с богами, все ещё находящимися в ней, Индра сдался и попросил мудреца отозвать зверя. Чьявана согласился при условии, что Индра позволят Ашвинам участвовать в пиршестве в Сварге и таким образом занять свое законное место среди богов. Индра согласился, и с тех пор Ашвинам тоже приносят жертвы. А Чьявана разделил Маду на четыре равные части, которые пометил в суру, женщин, игральные кости и охоту.